# District de Hapcheon
Le district de Hapcheon est un district de la province du Gyeongsang du Sud, en Corée du Sud.

## Personnalités liées
- Hong Sung-won (1937-2008), écrivain